# Temporada 2006 del Campeonato de Galicia de Rally
La temporada 2006 fue la edición 28º del Campeonato de Galicia de Rally. Comenzó el 31 de marzo en el Rally do Cocido y terminó el 2 de diciembre en el Rally Botafumeiro.

## Calendario
| N.º | Fecha                  | Rally                         | Resultados |
| --- | ---------------------- | ----------------------------- | ---------- |
| 1   | 31 de marzo-1 de abril | 11.º Rally do Cocido          | Resultados |
| 2   | 21-23 de abril         | 22.º Rally de Noia            | Resultados |
| 3   | 19-20 de mayo          | 15.º Rally do Albariño        | Resultados |
| 4   | 9-11 de junio          | 19.º Rally Cidade de Narón    | Resultados |
| 5   | 14-15 de julio         | 3.º Rally Sur do Condado      | Resultados |
| 6   | 29-30 de septiembre    | 3.º Rally Ourense-Baixa Limia | Resultados |
| 7   | 20-21 de octubre       | 34.º Rally do Lacón           | Resultados |
| 8   | 17-18 de noviembre     | 28.º Rally San Froilán        | Resultados |
| 9   | 1-2 de diciembre       | 19.º Rally Botafumeiro        | Resultados |

## Clasificación final

### Campeonato de pilotos
| Pos. | Piloto                        | 1 COC | 2 RDN | 3 ALB | 4 NAR | 5 CON | 6 BXL | 7 LAC | 8 LUG | 9 BOT | Ptos. |
| ---- | ----------------------------- | ----- | ----- | ----- | ----- | ----- | ----- | ----- | ----- | ----- | ----- |
| 1.   | José Miguel Martínez Barreiro | 1     |       | 1     | 3     | 1     | 2     | Ret   |       | 9     |       |
| 2.   | Pedro Burgo                   |       | 1     |       | 2     | 3     | 1     |       | 1     | 1     |       |
| 3.   | José Luis Gómez «Chelis»      |       |       | 4     | 9     | 4     | 4     | 3     | 5     | 3     |       |
| 4.   | Alberto Meira                 | 2     | 4     |       | Ret   | Ret   | 3     | 1     | Ret   | 2     |       |
| 5.   | Manuel Senra                  | 6     | 5     | Ret   | 1     | 2     |       | Ret   |       |       |       |
| 8.   | Jorge Pérez Oliveira          |       |       | 12    | 13    | 9     |       |       | 6     |       |       |